# Gustave-Samuel-Léopold de Palatinat-Deux-Ponts
Gustave-Samuel-Léopold de Palatinat-Deux-Ponts, né le 12 avril 1670 au château de Stegeborg à Söderköping et mort le 17 septembre 1731 à Deux-Ponts, est duc de Palatinat-Deux-Ponts de 1718 à sa mort.

## Biographie
Gustave-Samuel-Léopold est le fils d'Adolphe-Jean de Palatinat-Deux-Ponts-Cleeburg et de sa seconde épouse Elsa Elisabeth Brahe af Wisingsborg. 

### Cleebourg et Deux-Ponts
En 1701, il hérite du palatinat de Cleebourg après la mort de son frère aîné Adolphe-Jean. 
En 1696 il se convertit au catholicisme
À la suite de la mort de Charles XII de Suède en 1718, il devient duc de Palatinat-Deux-Ponts. Entre 1720 et 1725, il fait édifier pour sa résidence de Deux-Ponts l'actuel château de style baroque, par l'architecte suédois Jonas Eriksson Sundahl.
Il est le dernier membre de la lignée de Palatinat-Deux-Ponts-Cleebourg issue de la  maison de Wittelsbach.

### Héritier potentiel du royaume de Suède
Gustave-Samuel est l'unique représentant mâle survivant de la lignée de sa grand-mère paternelle Catherine Vasa, héritière du royaume de Suède. 
En 1718 à la mort de son cousin le roi Charles XII de Suède, il est un des successeurs possibles au trône de Suède (ainsi qu'au titre de grand-duc de Finlande, qui était à cette époque sous la domination suédoise). Mais à aucun moment une faction en Suède ne tente de soutenir sa cause : il semble que ses droits légitimes aient été totalement oubliés. C'est sa cousine Ulrique-Éléonore de Suède, sœur de Charles XII, qui devient reine de Suède avec l'assentiment de la noblesse.
Le duc Gustave-Samuel-Léopold étant mort sans enfants pendant le règne du roi Frédéric Ier de Suède, landgrave de Hesse-Cassel, époux et successeur d'Ulrique-Éléonore de Suède, ses droits héréditaires au trône se trouvent alors dévolus à son neveu Karl Adolf Gyllenstierna, comte d' Ericsberg, le fils de sa sœur aînée Catherine de Palatinat-Deux-Ponts, ou à sa seconde sœur la Comtesse Marie Élisabeth de Palatinat-Deux-Ponts (morte en 1748), ou encore à leur cousin le duc Charles-Frédéric de Holstein-Gottorp, petit-fils de Charles XI par sa mère Edwige-Sophie de Suède.

### Mariages
Le 10 juillet 1707, Gustave-Samuel-Léopold épouse à Deux-Ponts sa parente la comtesse Palatine Dorothée de Palatinat-Veldenz (16 janvier 1658 à La Petite-Pierre - 17 août 1723 à Strasbourg), fille de Léopold-Louis de Palatinat-Veldenz.
Il se sépare de son épouse et, le 13 mai 1723, contracte  à Deux-Ponts un mariage morganatique avec Louise Dorothée von Hoffmann (30 mars 1700 – 14 avril 1745), fille de Jean Henri von Hoffman et de Anne Chocq. Elle se convertit également au catholicisme en 1723 et est anoblie par l'empereur le 3 mars 1724 avec le titre de  Comtesse von Hoffmann.